# Amadé-vár
Az Amadé-vár romjai a Zempléni-hegységben, Gönc külterületén, a Nagy-Amadé hegy sasbérce nyugati oldalán állnak, 650 méterrel a tengerszint felett. A rom megközelíthető Gönc városától a piros kereszt turistajelzésen (8 km), illetve Telkibányától a piros turistajelzésen (úgynevezett Rákóczi-út), Potácsháza érintésével (6 km).

## Történet
A várat a 13. század második felében  Amadé nádor, a korábbi szepesi alispán építtette, ez lett az Aba család ősi fészke. Mivel a főúr összeütközésbe került a királlyal, ezért IV. László 1281-ben eredménytelenül megostromolta a várat. Az Árpád-ház kihalása (1301) után Amadé a környék rettegett kiskirálya lett. A várban előbb menedéket nyújtott a lengyel trónról elűzött I. Lokietek Ulászlónak (1306–1333), majd saját seregével Lengyelországba behatolva helyreállította annak királyságát. A magyar trón igénylői közül következetesen Károly Róbertet támogatta, ezért Vencel magyar király hívei a kassai polgárok és a szepességi szászok támogatásával 1304-ben megostromolták a várat, de az ostromlók csúfos kudarcot vallottak. Az oligarchát 1311-ben a kassai polgárok gyilkolták meg. Károly Róbert királlyá koronázása után Aba Amadé fiai Csák Mátéhoz csatlakoztak, seregük a rozgonyi csatában vereséget szenvedett Károly Róberttől, hat fia közül kettő el is esett a küzdelemben. A király győzelme után még élő fiait kivégezték, vagyonukat elkobozták, a várat a királyi sereg Drugeth Fülöp parancsnoksága alatt bevette. Az ostrom után királyi vár lett, újvári ispánként a Drugethek birtokolták.
1391-ben Luxemburgi Zsigmond király a várat a Bebek testvéreknek adományozta, de új tulajdonosainak feltehetően a várra nem lehetett szükségük, csak a hozzá tartozó birtokokra, mert volt kényelmesebb, jobb váruk is. Így valószínűleg pusztulni hagyták, vagy ők maguk pusztították el.
Mára az ellipszis alakú sáncgyűrű által valaha körülvett szabálytalan alakú kővárból csak az egykori öregtorony faltöredékei maradtak meg.

## Túrázóknak
Az Amadé-hegy szikláiról káprázatos kilátás nyílik észak felé. Tiszta időben jól látszik a vidék Kassa városától a Nagy-Milicig.
Nemrég tett túra során (2009. szeptemberben, még lombhullás előtt) a kilátás észak felé nem volt tökéletes. A magas növényzet a kilátást takarja, így Kassa városa csak a falevelek között áttekintve részben látható.